# 馬坦薩河

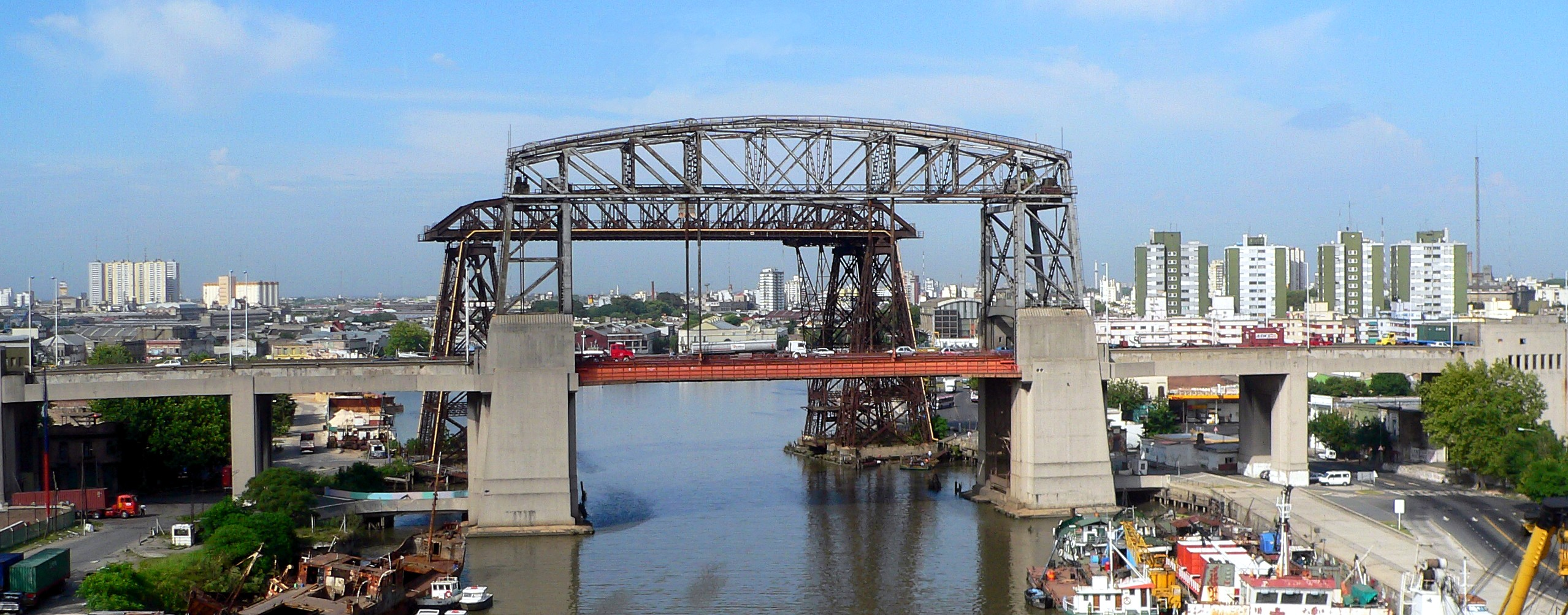
馬坦薩河上的橋樑

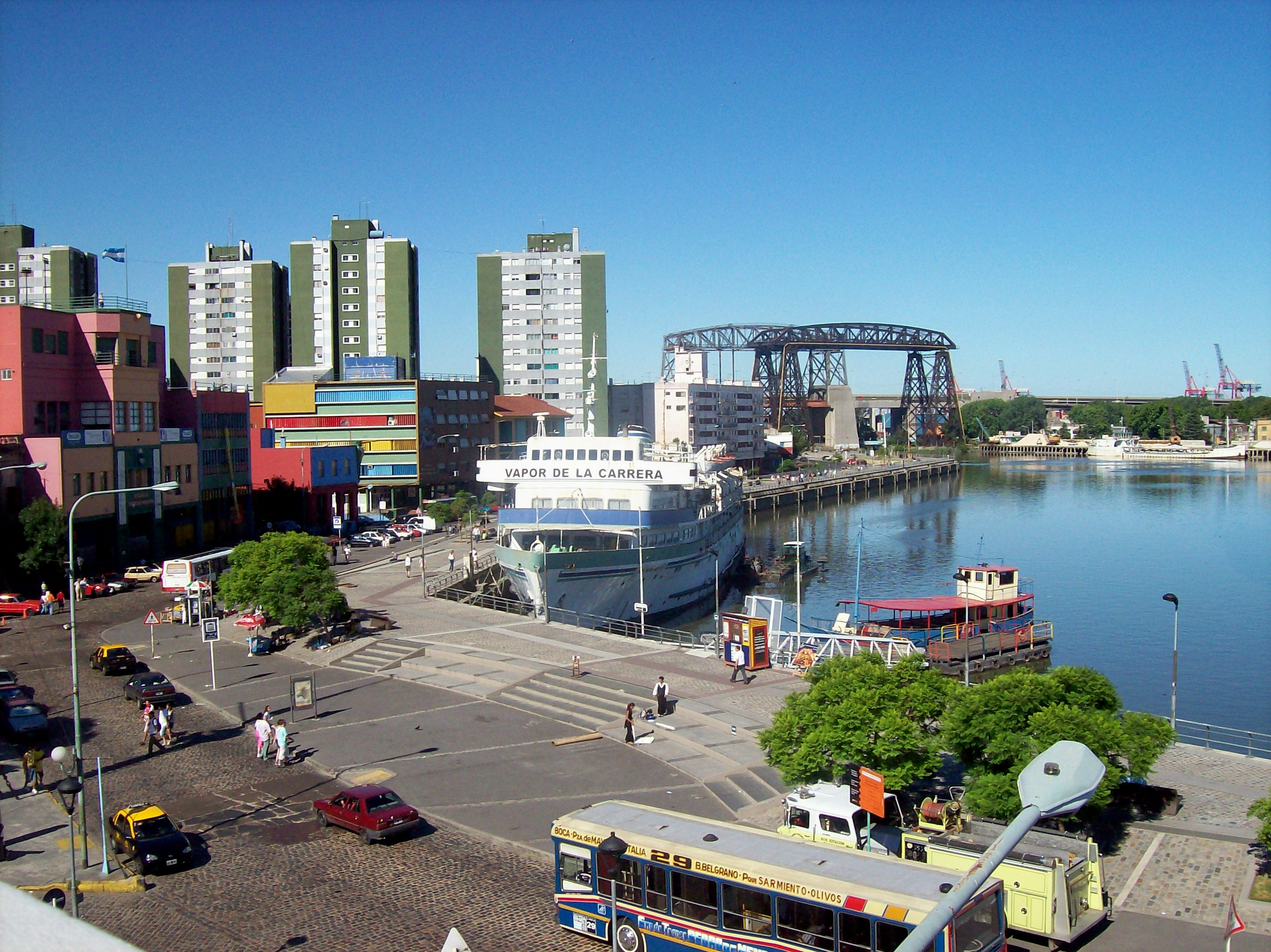
位於拉博卡港的馬坦薩河

馬坦薩河（西班牙語：Río Matanza-Riachuelo）是阿根廷的河流，位於布宜諾斯艾利斯省，河道全長64公里，流域面積2,240平方公里，最終在首都布宜諾斯艾利斯注入拉普拉塔河。
34°37′57″S 58°20′46″W / 34.63250°S 58.34611°W